# Ivan Laurențiu
Laurențiu Ivan (n. 8 mai 1979, Brăila) este un jucător român de fotbal care evoluează la clubul CF Brăila.